# ホセ・ホレバス
ホセ・ロイド・ホレバス（Χοσέ Λόιντ Χολέμπας, José LIoyd Holebas, 1984年6月27日 - ）は、ドイツ・アシャッフェンブルク出身の元サッカー選手。現役時代のポジションはポジションはDF（左サイドバック）。
父親がギリシャ出身であり、代表ではギリシャ代表としてプレーする。

## 人物
父親はトリカラ出身のギリシャ人、母親はウルグアイ人であるが、ホレバス自身はドイツ生まれドイツ育ちで、ドイツ国籍を保有している。2011年11月3日にギリシャ国籍を取得。
18歳の時に当時の恋人との間に娘が生まれており、家族を養うために一時はサッカーを諦め、倉庫で働いた経験がある。2011年5月には同じアシャッフェンブルク出身のディアナ夫人と結婚している。
サッカー選手としては左サイドバックを本職とする。ユース～1860ミュンヘン時代はフォワードとして起用されており、攻撃的なプレーを得意とする一方、守備面ではポジショニングなどに問題がある。ただしホレバス自身はローマ加入時に、センターバックでのプレーも可能であると話している。

## クラブ経歴

### ドイツ時代
地元のクラブのユースチームでプレー後、先述のように娘の誕生のために一旦サッカーから離れた。2005年にヴィクトリア・カールでサッカー選手に復帰すると、ストライカーとして33試合に出場し15得点を挙げる活躍を見せ、2006年夏に当時ブンデスリーガ2部の1860ミュンヘンに移籍した。
移籍当初は22歳にしてセカンドチームに所属していたが、1年後の2007年夏にプロ契約を結び、2007年9月21日のザンクトパウリ戦でプロデビューを果たした。2009-10シーズンには監督に就任したエヴァルト・リーネンでによりサイドバックにコンバートされた。

### オリンピアコス
2010年夏にギリシャ・スーパーリーグのオリンピアコスに移籍金50万ユーロで移籍。オリンピアコスの監督に就任したリーネンに誘われる形での移籍となった。UEFAヨーロッパリーグ予選での敗退によりリーネンが解雇される憂き目を見るものの、ホレバスは2011年3月20日のライバル・AEKアテネFC戦で移籍後初ゴールを挙げるなど31試合に出場し、オリンピアコスの優勝に貢献した。
2011年9月13日のオリンピック・マルセイユ戦でUEFAチャンピオンズリーグデビュー。2011年10月19日のボルシア・ドルトムント戦ではチャンピオンズリーグ初得点となる先制ゴールを挙げ、オリンピアコスの勝利に貢献した。2011-12シーズンは全大会で35試合に出場し3得点を挙げ、オリンピアコスの国内2冠に貢献した。
2012-13シーズンは全大会で40試合に出場し4得点を挙げ、オリンピアコスの3年連続40度目のリーグ優勝と、2年連続の国内2冠に貢献。
2013年夏にはベシクタシュへの移籍が報道されたが、最終的にはオリンピアコスとの契約を2017年まで延長した。2013-14シーズンは全大会で29試合に出場し2得点を挙げ、オリンピアコスのリーグ4連覇に貢献した。

### ローマ
2014年8月30日にイタリア・セリエAのローマに移籍金100万+ボーナス50万ユーロ、3年契約で移籍。ローマへの移籍にはギリシャ代表とオリンピアコスでのチームメイトであったヴァシリス・トロシディスとコスタス・マノラスの影響があったことを明かしている。
2014年9月24日のパルマ戦にフル出場しセリエAデビュー。11月30日のインテル戦でドリブルから強烈なシュートを決め、移籍後初得点を挙げた。12月14日のジェノア戦では観客に中指を立てたとして1試合の出場停止処分を受けたが、後にクラブの抗議により処分は撤回された。2015年1月11日のラツィオとのローマ・ダービーではフランチェスコ・トッティの同点ゴールをアシストした。
ローマでは2014-15シーズンの全大会で34試合に出場し1得点を挙げた。

### ワトフォード
2015年7月2日にイングランド・プレミアリーグのワトフォードに移籍金250万+ボーナス50万ユーロ、3年契約で移籍。
2015年8月8日のエヴァートンとの開幕戦に出場し、プレミアリーグデビュー。

### オリンピアコス復帰
2020年8月18日、オリンピアコスFCに復帰した。

## 代表経歴
アンダー世代での代表選出経験は無い。その出自からドイツ、ギリシャ、ウルグアイの3つの代表チームを選択可能であったが、当時ギリシャ代表を率いていたフェルナンド・サントス監督から誘いを受けた事により、2011年11月にギリシャ国籍を取得し、2011年11月11日のロシアとの親善試合にギリシャ代表として出場した。
UEFA EURO 2012のメンバーにも選出され初戦のポーランド戦、第2戦のチェコ戦に先発出場したものの、ホレバスが攻撃参加し穴となった左サイドを攻められたため、第3戦のロシア戦では途中出場となった。またロシア戦で累積2枚目のイエローカードを受けていたため、準々決勝のドイツ戦には出場できなかった。
2012年11月14日のアイルランドとの親善試合で決勝点となる代表初ゴールを記録。
2014 FIFAワールドカップでは全4試合にフル出場し、ギリシャの初のベスト16進出に貢献。決勝トーナメント1回戦のコスタリカ戦のPK戦では3人目のキッカーとしてPKを成功させたものの、チームは敗退した。

## 代表歴

### 出場大会
- ギリシャ代表
  - 2014 FIFAワールドカップ

### 試合数
- 国際Aマッチ 38試合 1得点（2011年-2016年）[16]

| ギリシャ代表 | 国際Aマッチ | 国際Aマッチ |
| 年           | 出場        | 得点        |
| ------------ | ----------- | ----------- |
| 2011         | 1           | 0           |
| 2012         | 9           | 1           |
| 2013         | 9           | 0           |
| 2014         | 8           | 0           |
| 2015         | 6           | 0           |
| 2016         | 5           | 0           |
| 通算         | 38          | 1           |

### 得点
| #  | 日時           | 場所     | 対戦相手     | スコア | 最終結果 | 大会     |
| -- | -------------- | -------- | ------------ | ------ | -------- | -------- |
| 1. | 2012年11月14日 | ダブリン | アイルランド | 0–1    | 0–1      | 親善試合 |

## 獲得タイトル

### クラブ
オリンピアコス
- ギリシャ・スーパーリーグ：2010-11, 2011-12, 2012-13, 2013-14, 2020-21
- キペロ・エラーダス：2012, 2013